# Satanismo laveyano
El satanismo es una religión atea agnóstica fundada en 1966 por Anton Szandor LaVey. Los estudiosos de la religión lo han clasificado como un nuevo movimiento religioso categorizado dentro del esoterismo occidental. La Iglesia de Satán es una de las varias organizaciones diferentes que se describen a sí mismas como formas de satanismo, a pesar de las disputas más recientes en torno a la legitimidad o metodologías entre estas organizaciones.
LaVey estableció el satanismo en el estado estadounidense de California mediante la fundación de su Iglesia de Satanás en la noche de Walpurgis de 1966, que proclamó como "el Año Uno", Anno Satanas, el primer año de la "Era de Satanás". Sus ideas estuvieron fuertemente influenciadas por las ideas y escritos de Friedrich Nietzsche, Ayn Rand, H. L. Mencken y el darwinismo social. La iglesia creció bajo el liderazgo de LaVey, con la fundación de grottos regionales en todo Estados Unidos. Varios de ellos se separaron de la iglesia para formar organizaciones independientes a principios de la década de 1970. En 1975, LaVey abolió el sistema de grottos, después de lo cual el satanismo se convirtió en un movimiento que colocaba mayor énfasis en el mérito de sus miembros. En los años siguientes, varios miembros de la iglesia obsesionados con obtener grados la abandonaron para establecer sus propias sectas, entre ellos la Primera Iglesia Satánica de Karla LaVey.
Las doctrinas de la religión están codificadas en la Biblia satánica. La religión es materialista, pone en duda la existencia de seres sobrenaturales, el dualismo cuerpo-alma y la vida después de la muerte. Los practicantes no están forzados a la creencia ciega de la existencia literal de Satanás, ya que la misma religión reniega de la credibilidad. No creen en Satanás como ente o dios, si no adoran lo que representa. Satanás es visto como un arquetipo positivo que representa el orgullo, la carnalidad y la ilustración. También es aceptado como un símbolo de desafío contra las religiones abrahámicas que los laveyanos critican por suprimir los instintos naturales de la humanidad y fomentar la irracionalidad. La religión propaga una cosmovisión naturalista, viendo a la humanidad como animales que existen en un universo amoral. Promueve una filosofía basada en el individualismo y el egoísmo, junto con el darwinismo social y el antiigualitarismo.
Ante todo se aprecia el escepticismo y la lógica, es decir, bajo el concepto liberal, los creyentes son libres de creer en entes de manera literal o tomarlos como una proyección, sucede lo mismo con la magia y diferentes rituales que el propio LaVey describe en sus escritos. 
El satanismo laveyano puede implicar la práctica de la magia, que abarca dos formas distintas; magia mayor y menor. La magia mayor es una forma de práctica ritual y está pensada como catarsis psicodramática para enfocar la energía emocional de uno para un propósito específico. Estos ritos se basan en tres temas psico-emotivos principales: compasión (amor), destrucción (odio) y sexo (lujuria). La magia menor es la práctica de la manipulación por medio de la psicología aplicada y el glamour (o "astucia y astucia") para doblegar a un individuo o situación a su voluntad.

## Definición
El satanismo laveyano, que a veces también se denomina "satanismo moderno" y "satanismo racional", está clasificado por los eruditos de los estudios religiosos como un nuevo movimiento religioso. Cuando se usa, el "satanismo racional" se emplea a menudo para distinguir el enfoque de los satanistas laveyanos del "satanismo esotérico" adoptado por grupos como el Templo de Set. Varios eruditos de estudios religiosos también lo han descrito como una forma de "autoreligión" o "autoespiritualidad", y la erudita de estudios religiosos Amina Olander Lap argumenta que debe considerarse como parte de la "ala de prosperidad" del movimiento de autoespiritualidad de la Nueva Era y una forma del Movimiento del Potencial Humano. Por el contrario, el estudioso del satanismo Jesper Aa. Petersen prefirió tratar al satanismo moderno como un "primo" de los movimientos de la Nueva Era y el Potencial Humano.
El antropólogo Jean La Fontaine describió que el satanismo laveyano tiene "elementos tanto elitistas como anarquistas", y también citó al dueño de una librería de ocultismo que se refirió al enfoque de la iglesia como "hedonismo anarquista". En su estudio del satanismo, los eruditos de estudios religiosos Asbjørn Dyrendal, James R. Lewis y Jesper Aa. Petersen sugirieron que LaVey veía su religión como "una autoregión antinomiana para inadaptados productivos, con una visión cínicamente carnavalesca de la vida y sin sobrenaturalismo". El sociólogo de la religión James R. Lewis incluso describió el satanismo laveyano como "una mezcla de epicureísmo y la filosofía de Ayn Rand, aromatizada con una pizca de magia ritual". El historiador de religión Mattias Gardell describió la religión de LaVey como "una ideología racional de hedonismo egoista y autoconservación", mientras que Nevill Drury caracterizó el satanismo laveyano como "una religión de autocomplacencia". También se ha descrito como un "institucionalismo de interés propio maquiavélico".
La Iglesia de Satanás rechaza la legitimidad de cualquier otra organización que afirme ser satanista, llamándola "adoradores del diablo". La destacada líder de la Iglesia Blanche Barton describió el satanismo como "una alineación, un estilo de vida". LaVey y la iglesia defendieron la opinión de que "los satanistas nacen, no se hacen"; que son forasteros por su naturaleza, que viven como mejor les parezca, que son autorrealizados en una religión que apela a una naturaleza satanista en potencia, lo que los lleva a darse cuenta de que son satanistas al encontrar un sistema de creencias que se ajuste a su propia perspectiva y estilo de vida.

## Creencia

### La Biblia satánica
La Biblia satánica ha sido impresa desde 1969 y ha sido traducida a varios idiomas. Lewis argumentó que aunque los satanistas laveyanos no tratan a la Biblia satánica como un texto sagrado de la misma forma en que muchos otros grupos religiosos tratan sus textos sagrados, igualmente es "tratado como un documento autorizado que efectivamente funciona como escritura dentro de la comunidad satánica". En particular, Lewis destacó que muchos satanistas, tanto miembros de la Iglesia de Satanás como de otros grupos, la citan para legitimar su propia posición o para deslegitimar las posiciones de otros en un debate. Muchos otros grupos satanistas y satanistas individuales que no son parte de la Iglesia de Satanás también reconocen el trabajo de LaVey como influyente.
Muchos satanistas atribuyen sus conversiones o descubrimientos del satanismo a la Biblia satánica, con el 20 por ciento de los encuestados de James Lewis mencionando que la Biblia satánica influye directamente en su conversión. Para los miembros de la iglesia, se dice que el libro sirve no solo como un compendio de ideas sino también para juzgar la autenticidad de la afirmación de alguien de ser satanista. Los escritos de LaVey han sido descritos como "piedras angulares" dentro de la iglesia y sus enseñanzas, y han sido complementados con los escritos de su posterior Sumo Sacerdote, Gilmore, más precisamente, con su libro, Las Escrituras Satánicas.
La Biblia satánica ha sido descrita como el documento más importante para influir en el satanismo contemporáneo. El libro contiene los principios centrales del satanismo y se considera el fundamento de su filosofía y dogma. En su sitio web, la Iglesia de Satanás insta a cualquiera que busque aprender sobre el satanismo de LaVeyan a leer la Biblia satánica, afirmando que hacerlo es "equivalente a comprender al menos los conceptos básicos del satanismo". Petersen señaló que es "en muchos sentidos el texto central del medio satánico", con Lap testificando de manera similar a su posición dominante dentro del movimiento satánico más amplio. David G. Bromley lo llama "iconoclasta" y "la declaración más conocida e influyente de la teología satánica". Eugene V. Gallagher dice que los satanistas usan los escritos de LaVey "como lentes a través de los cuales se ven a sí mismos, a su grupo y el cosmos". También declara: "Con una apreciación clara de la verdadera naturaleza humana, un amor por el ritual y el boato, y un don de burla, la Biblia satánica de LaVey promulgó un evangelio de autocomplacencia que, explicó, cualquiera que considerara desapasionadamente los hechos abrazaría".

### Ateísmo y Satanás
LaVey era ateo, rechazando la existencia de todos los dioses. LaVey y su Iglesia no defienden la creencia en Satanás como una entidad que existe literalmente, y LaVey no alentó la adoración de Satanás como una deidad. En cambio, el uso de Satanás como figura central es intencionalmente simbólico. LaVey buscó cimentar su sistema de creencias dentro de la cosmovisión secularista derivada de las ciencias naturales, proporcionándole así una base atea para criticar al cristianismo y otras creencias sobrenaturales. Legitimó su religión al resaltar lo que afirmó que era su naturaleza racional, en contraste con lo que vio como la irracionalidad sobrenaturalista de las religiones establecidas. Definió el satanismo como "una filosofía secular del racionalismo y la autoconservación (ley natural, estado animal), envolviendo estas ideas en adornos religiosos para agregar a su atractivo". De esta manera, el satanismo de LaVeyan ha sido descrito como un "religión antirreligiosa" por van Luijk. LaVey no creía en ninguna otra vida después de la muerte.
En lugar de adorar al Diablo como una figura real, se abraza la imagen de Satanás debido a su asociación con la no conformidad social y la rebelión contra el sistema dominante. LaVey abrazó la iconografía de Satanás y la etiqueta de "satanista" porque sorprendió a la vez que dejó pensando a la gente, y cuando se le preguntó sobre su religión, declaró que "la razón por la que se llama satanismo es porque es divertido, es preciso y productivo".
LaVey también conceptualizó a Satanás como un símbolo de la propia vitalidad del individuo, representando así un poder autónomo dentro, y una representación de la libertad personal y el individualismo. A lo largo de la Biblia satánica, la visión satanista laveyana de Dios se describe como el verdadero "yo" del Satanista, una proyección de su propia personalidad, no una deidad externa. En obras como la Biblia satánica, LaVey a menudo usa los términos "dios" y "Satanás" indistintamente, viéndolos a ambos como personificaciones de la naturaleza humana.
A pesar de su ateísmo profesado, algunos pasajes de los escritos de LaVey dejaron espacio para una interpretación literal de Satanás, y algunos miembros de su Iglesia entendieron al Diablo como una entidad que realmente existió. Es posible que LaVey haya dejado cierta ambivalencia en sus escritos para no alejar a los miembros de la Iglesia que eran satanistas teístas. Tanto los escritos de LaVey como las publicaciones de la iglesia continúan refiriéndose a Satanás como si fuera un ser real, y al hacerlo buscan reforzar el interés propio del satanista.
LaVey usó el cristianismo como un espejo negativo para su nueva fe, con el satanismo de LaVeyan rechazando los principios básicos y la teología de la creencia cristiana. Ve el cristianismo, junto con otras religiones importantes y filosofías como el humanismo y la democracia liberal, como una fuerza en gran medida negativa sobre la humanidad; los satanistas laveyanos perciben el cristianismo como una mentira que promueve el idealismo, la autodenigración, el comportamiento de rebaño y la irracionalidad. Los laveyanos ven su religión como una fuerza para corregir este equilibrio al alentar el materialismo, el egoísmo, la estratificación, la carnalidad, el ateísmo y el darwinismo social. El satanismo de LaVey fue particularmente crítico de lo que entiende como la negación del cristianismo de la naturaleza animal de la humanidad, y en su lugar exige la celebración y la indulgencia de estos deseos. Al hacerlo, pone énfasis en lo carnal en lugar de lo espiritual.

### La sociedad y naturaleza humana
El satanismo laveyano se ha caracterizado por pertenecer a la derecha política más que a la izquierda política. El historiador del satanismo Ruben van Luijk lo caracterizó como una forma de "anarquismo de derecha". LaVey era antiigualitario y elitista, creía en la desigualdad fundamental de los diferentes seres humanos. Su filosofía era de base social darwinista, habiendo sido influenciada por los escritos de Herbert Spencer, Friedrich Nietzsche y Ayn Rand. LaVey declaró que su satanismo era "solo la filosofía de Ayn Rand con ceremonia y ritual añadidos". Al caracterizar a LaVey como un nietzscheano, el erudito de estudios religiosos Asbjørn Dyrendal pensó, sin embargo, que la "síntesis personal de LaVey parece decididamente su propia creación, a pesar de que los diferentes ingredientes que la integran son a veces muy visibles". El darwinismo social es particularmente notable en El Libro de Satanás, donde LaVey usa partes de Might Is Right de Redbeard, aunque también aparece en todas partes en referencias a la fuerza inherente del hombre y al instinto de autoconservación.
Para LaVey, el ser humano fue visto explícitamente como un animal, que por lo tanto no tiene otro propósito que la supervivencia del más apto, y que, por lo tanto, existe en un contexto amoral. Creía que al adoptar una creencia filosófica en su propia superioridad por encima de la de los otros animales, la humanidad se ha convertido en "el animal más cruel de todos". Para LaVey, los animales no humanos y los niños representan un ideal, "la forma más pura de existencia carnal", porque no han sido adoctrinados con conceptos cristianos u otros conceptos religiosos de culpa y vergüenza. Sus puntos de vista éticos se centraron en colocarse a sí mismo y a su familia antes que los demás, ocuparse de sus propios asuntos y, para los hombres, comportarse como un caballero. Al responder a las amenazas y los daños, promovió una política de lex talionis, por ejemplo, revertir una enseñanza cristiana bíblica al afirmar que "si un hombre te golpea en una mejilla, aplasta en la otra".
El satanismo laveyano pone gran énfasis en el papel de la libertad y la libertad personal. LaVey creía que el satanista ideal debería ser individualista e inconformista, rechazando lo que él llamó la "existencia incolora" que la sociedad dominante trató de imponer a los que viven dentro de ella. Rechazó el consumismo y lo que llamó el "culto a la muerte" de la moda. Elogió al ego humano por alentar el orgullo, el respeto propio y la autorrealización de un individuo y, en consecuencia, creía en satisfacer los deseos del ego. Expresó la opinión de que la autocomplacencia era un rasgo deseable, y que el odio y la agresión no eran emociones malas o indeseables, sino que eran necesarias y ventajosas para la supervivencia. En consecuencia, elogió a los Siete Pecados Capitales como virtudes que fueron beneficiosas para el individuo.
Del mismo modo, LaVey criticó la actitud negativa y restrictiva hacia la sexualidad presente en muchas religiones, en lugar de apoyar cualquier acto sexual que tenga lugar entre adultos que dan su consentimiento. Su Iglesia dio la bienvenida a miembros homosexuales desde sus primeros años, y también respaldó el celibato para aquellos que eran asexuales. Intentó desalentar los sentimientos negativos de culpa que surgen de actos sexuales como la masturbación y los fetiches, y creía que rechazar estas inhibiciones sexuales y la culpa daría como resultado una sociedad más feliz y saludable. Al discutir sobre las mujeres, LaVey argumentó que deberían usar el sexo como una herramienta para manipular a los hombres, a fin de avanzar en su propio poder personal. Por el contrario, LaVey y su Iglesia denunciaron las relaciones sexuales no consensuadas, como la violación y el abuso sexual infantil.
LaVey creía en la inminente desaparición del cristianismo. Además, creía que la sociedad entraría en una Era de Satanás, en la que una generación que vivía de acuerdo con los principios de LaVeyan llegaría al poder. LaVey apoyó la eugenesia y esperaba que se convirtiera en una necesidad en el futuro, cuando se utilizaría para engendrar una élite que reflejara los principios "satánicos" de LaVey. En su opinión, esta élite sería "gente superior" que mostrara las cualidades "satánicas" de creatividad e inconformidad. Consideró que estos rasgos son capaces de transmisión hereditaria, y afirmó que "los satanistas nacen, no se hacen". Él creía que la élite debería ser desviada del resto de la "manada" humana, forzándose a este último a guetos, idealmente "guetos espaciales" ubicados en otros planetas. El antropólogo Jean La Fontaine destacó un artículo que apareció en una revista laveyana, The Black Flame, en el que un escritor describió "una verdadera sociedad satánica" como aquella en la que la población consiste en "individuos autodisciplinados, totalmente conscientes, bien armados y de espíritu libre, que no necesitarán ni tolerarán ninguna entidad externa que los 'proteja' o les diga lo que pueden y no pueden hacer". Este enfoque rebelde entra en conflicto con las firmes creencias de LaVey al observar el imperio de la ley. Aunque personalmente no era fascista ni neonazi, LaVey estaba en buenos términos con varios grupos neonazis y otros grupos de derecha que operaban en los Estados Unidos.

### Magia
Aunque las ideas de LaVey se formaron en gran medida en torno a una visión secular y científica del mundo, también expresó su creencia en la magia. En lugar de caracterizar la magia como un fenómeno sobrenatural, LaVey expresó la opinión de que era una parte del mundo natural hasta ahora no descubierta por los científicos. Contorneada en la Biblia satánica, LaVey definió la magia como "el cambio en situaciones o eventos de acuerdo con la voluntad de uno, que, usando métodos normalmente aceptados, sería inmutable", una definición que refleja la influencia del ocultista británico Aleister Crowley. Aunque nunca explicó exactamente cómo creía que este proceso mágico funcionaba, LaVey declaró que los magos podrían utilizar con éxito esta fuerza mágica al imaginar intensamente su objetivo deseado y así dirigir la fuerza de su propia fuerza de voluntad hacia él. Hizo hincapié en la idea de que las fuerzas mágicas podrían manipularse a través de actos "puramente emocionales" en lugar de intelectuales.
Esta práctica coloca al satanismo laveyano dentro de una tradición más amplia de 'alta magia' o magia ceremonial, y también se ha comparado con la ciencia cristiana y la cienciología. LaVey adoptó creencias e ideas de magos mayores, pero conscientemente los descristianizó y satanizó para sus propios fines. Al presentarse a sí mismo aplicando una perspectiva científica sobre la magia, LaVey probablemente fue influenciado por Crowley, quien también había presentado su enfoque de la magia de la misma manera. Sin embargo, en contraste con muchos magos ceremoniales mayores, LaVey negó que hubiera alguna división entre la magia negra y la magia blanca, atribuyendo esta dicotomía puramente a la "hipocresía y el autoengaño" de aquellos que se autodenominaban "magos blancos". De manera similar, difería de muchos magos mayores que enfatizaban la magia como una práctica diseñada para lograr la transformación personal y la trascendencia; más bien, para LaVey, la magia era el empleador para obtener ganancias materiales, influencia personal, dañar a los enemigos y tener éxito en el amor y el sexo.
LaVey definió su sistema de magia como magia mayor y menor. La magia mayor es una forma de práctica ritual y se entiende como catarsis psicodramática para enfocar la energía emocional para un propósito específico. Estos ritos se basan en tres temas psico-emotivos principales: compasión (amor), destrucción (odio) y sexo (lujuria). El espacio en el que se realiza un ritual se conoce como una "cámara de descompresión intelectual", donde el escepticismo y la incredulidad se suspenden voluntariamente, lo que permite a los magos expresar plenamente sus necesidades mentales y emocionales, sin retener nada con respecto a sus sentimientos y deseos más profundos. Esta magia podría emplearse para garantizar la satisfacción sexual, la ganancia material, el éxito personal o para maldecir a los enemigos. LaVey también escribió sobre "el factor de equilibrio", insistiendo en que cualquier objetivo mágico debe ser realista. Estos rituales a menudo se consideran actos mágicos, con el satanismo de LaVey alentando la práctica de la magia para ayudar a los fines egoístas. Gran parte del ritual satánico está diseñado para que un individuo lo realice solo; esto se debe a que la concentración se considera clave para realizar actos mágicos.
La magia menor, también referida a una magia "cotidiana" o "situacional", es la práctica de la manipulación por medio de la psicología aplicada. LaVey la definió como "artimaña y astucia obtenidas a través de varios dispositivos y situaciones artificiales, que cuando se utilizan, pueden crear cambios de acuerdo con la voluntad de uno". LaVey escribió que un concepto clave en la magia menor es el "comando para mirar", que puede lograrse utilizando elementos de "sexo, sentimiento y maravilla", además de la utilización de la apariencia, el lenguaje corporal, los aromas, el color, los patrones y el olor. Este sistema fomenta una forma de juego de roles manipulativo, en el que el practicante puede alterar varios elementos de su apariencia física para ayudarlos a seducir o "hechizar" el objeto del deseo.
LaVey desarrolló "el reloj sintetizador", cuyo objetivo es dividir a los humanos en distintos grupos de personas basándose principalmente en la forma del cuerpo y los rasgos de personalidad. El sintetizador se modela como un reloj y se basa en conceptos de somatotipos. El reloj está destinado a ayudar a una bruja a identificarse, ayudando posteriormente a utilizar la "atracción de los opuestos" para "encantar" el objeto de deseo de la bruja asumiendo el papel contrario. Se dice que la aplicación exitosa de magia menor se basa en la comprensión de uno de cuál es su lugar en el reloj. Al encontrar la posición de uno en el reloj, se le alienta a adaptarlo como mejor le parezca, y perfeccionar su tipo armonizando su elemento para un mayor éxito. Dyrendal se refirió a las técnicas de LaVey como "Erving Goffman conoce a William Mortensen". Al extraer ideas de la psicología, la biología y la sociología, Petersen señaló que la magia menor combina las ciencias ocultas y las "ciencias rechazadas del análisis del cuerpo [y] los temperamentos".

## Principios básicos
Las «convicciones centrales» del satanismo laveyano están formuladas en tres listas, que se reproducen regularmente dentro del material escrito de la Iglesia de Satanás.

### Las nueve declaraciones satánicas

El símbolo alquímico de Azufre, como aparece en "La Biblia satánica" sobre las nueve mandamientos satánicos.

Las nueve declaraciones satánicas son un conjunto de nueve afirmaciones hechas por LaVey en los capítulos introductorios de la Biblia satánica. Se consideran un referente del satanismo organizado contemporáneo que constituyen, en efecto, breves aforismos que capturan la filosofía satánica. Las primeras tres declaraciones tocan la "indulgencia", la "existencia vital" y la "sabiduría inmaculada", que presentan una visión positiva del Satanista como un ser carnal, físico y pragmático, donde el disfrute de la existencia física y una visión pura de esta verdad mundana se promueven como los valores centrales del satanismo, combinando elementos del darwinismo social y el epicureísmo. Las declaraciones cuatro, cinco y seis tratan sobre cuestiones de ética, a través de la "bondad hacia quienes la merecen", la "venganza" y la "responsabilidad hacia los responsables", pintando un cuadro duro de la sociedad y las relaciones humanas al enfatizar la justicia en lugar del amor. Las declaraciones siete, ocho y nueve rechazan la dignidad del hombre, el pecado y la iglesia cristiana. Los seres humanos se caracterizan como "un animal más", los "pecados" tradicionales se promueven como medio de gratificación y la religión como un mero negocio. El aspecto adversario y antinomiano de Satanás tiene prioridad en apoyo de las declaraciones cuatro a nueve, y la no conformidad se presenta como un ideal central.
1. Satanás representa indulgencia en lugar de abstinencia.
2. Satanás representa la existencia vital en lugar de las quimeras espirituales.
3. Satanás representa la sabiduría inmaculada en lugar del autoengaño hipócrita.
4. Satanás representa bondad hacia quienes la merecen, en lugar de amor desperdiciado en ingratos.
5. Satanás representa la venganza en lugar de poner la otra mejilla.
6. Satanás representa la responsabilidad del responsable en lugar de la preocupación por los vampiros psíquicos.
7. Satanás representa al hombre como un animal más que, debido a su "desarrollo espiritual e intelectual divino", se ha convertido en el animal más cruel de todos.
8. Satanás representa todos los llamados pecados, ya que todos conducen a la gratificación física, mental o emocional.
9. Satanás ha sido el mejor amigo que la Iglesia ha tenido, ya que la ha mantenido en el negocio todos estos años.[110]

### Las once reglas de la Iglesia de Satán
1. No des tu opinión a menos de que te sea pedida.
2. No cuentes tus problemas a otros a menos que estés seguro que quieran oírlos.
3. Cuando estés en el hábitat de otra persona, muestra respeto o mejor no vayas allí.
4. Si un invitado en tu hogar te enfada, trátalo cruelmente y sin piedad.
5. No hagas avances sexuales a menos que te sea dada una señal de apareamiento.
6. No tomes lo que no te pertenece a menos que sea una carga para la otra persona y esté clamando por ser liberada.
7. Reconoce el poder de la magia si la has empleado exitosamente para obtener algo deseado. Si niegas el poder de la magia después de haber acudido a ella con éxito, perderás todo lo conseguido.
8. No te preocupes por algo que no tenga que ver contigo.
9. No hieras a ancianos, niños a alguien claramente más débil que tú a menos que seas atacado primero; ya que de otro modo solo mostrarás cobardía.
10. No mates animales ni humanos a menos que seas atacado o para alimento.
11. Cuando estés en territorio abierto, no molestes a nadie. Si alguien te molesta, pídele que pare. Si no lo hace, destrúyelo.[111][112]

### Los nueve pecados satánicos
Estos pecados, publicados por LaVey en 1987, describen las características que los satanistas deben evitar:
1. Estupidez
2. Pretensión
3. Solipsismo
4. Autoengaño
5. Conformidad de rebaño
6. Falta de perspectiva
7. Olvido del pasado ortodoxo
8. Orgullo contraproducente
9. Falta de estética

## Ritos y prácticas

### Rituales y ceremonias
LaVey enfatizó que en su tradición, los ritos satánicos se presentaban en dos formas, ninguna de las cuales eran actos de adoración; en su terminología, los "rituales" estaban destinados a producir cambios, mientras que las "ceremonias" celebraban una ocasión particular. Estos rituales a menudo se consideraban actos mágicos, con el satanismo de LaVey alentando la práctica de la magia para ayudar a los fines egoístas de uno. Gran parte del ritual laveyano está diseñado para que un individuo lo lleve a cabo solo; esto se debe a que la concentración se considera clave para realizar actos mágicos. En la Biblia satánica, LaVey describió tres tipos de rituales en su religión: rituales sexuales diseñados para atraer a la pareja romántica o sexual deseada, rituales compasivos con la intención de ayudar a las personas (incluido uno mismo) y magia destructiva que busca hacer daño a los demás. Al diseñar estos rituales, LaVey se basó en una variedad de fuentes más antiguas, y el estudioso del satanismo Per Faxneld señaló que LaVey "reunió rituales de una mezcolanza de fuentes históricas, tanto literarias como esotéricas".

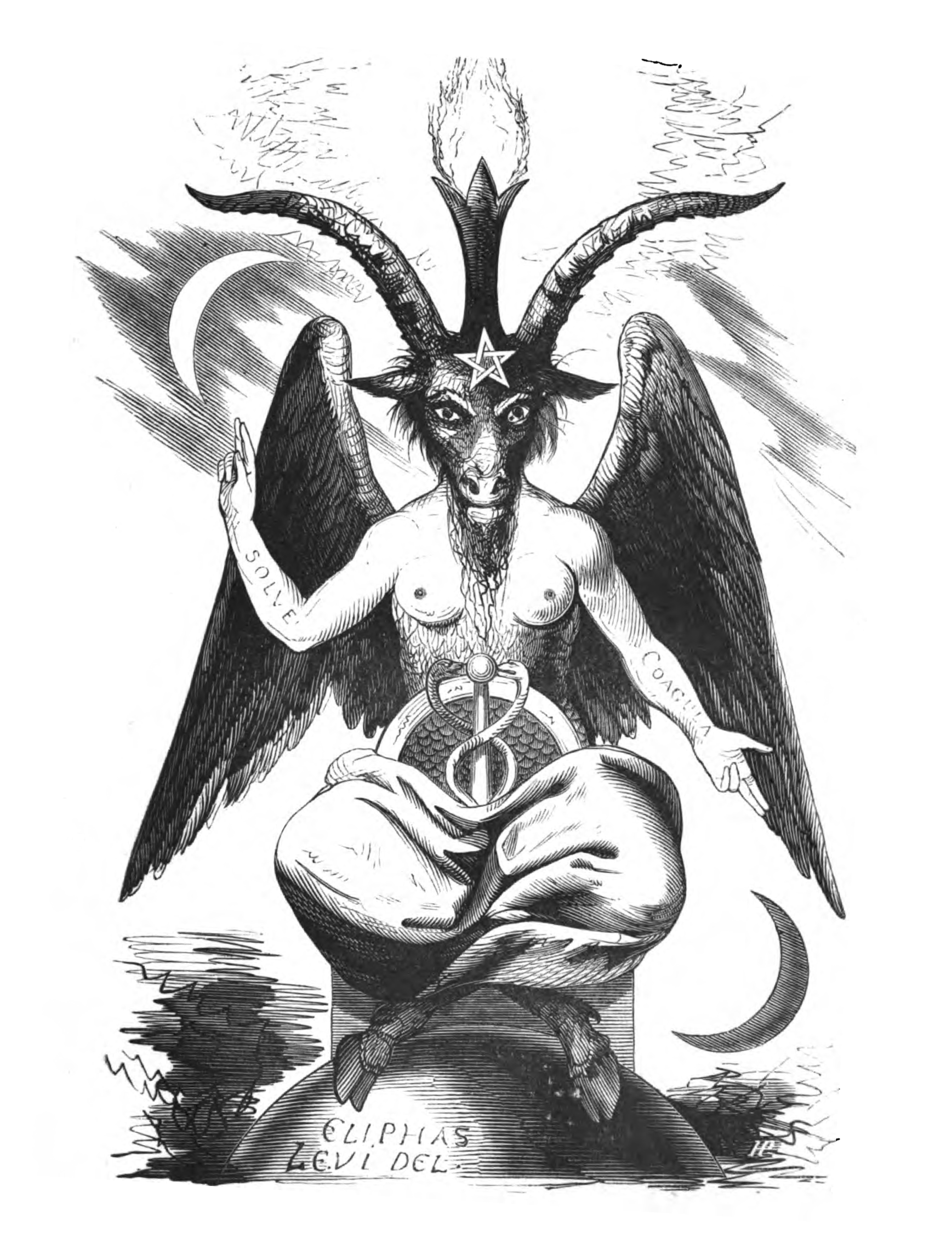
La imagen de Eliphas Lévi de Baphomet es adoptada por los satanistas laveyanos como un símbolo de dualidad, fertilidad y los "poderes de las tinieblas", sirviendo como el homónimo de su insignia principal, el sello de Baphomet.

LaVey describió una serie de rituales en su libro, The Satanic Rituals; se tratan de "representaciones dramáticas" con instrucciones específicas sobre la ropa que se usará, la música que se usará y las acciones que se tomarán. Esta atención al detalle en el diseño de los rituales fue intencional, con su pompa y teatralidad con la intención de involucrar los sentidos y las sensibilidades estéticas de los participantes en varios niveles y mejorar la fuerza de voluntad de los participantes para fines mágicos. LaVey prescribió que los participantes masculinos deben usar túnicas negras, mientras que las mujeres mayores deben vestirse de negro, y otras mujeres deben vestirse de manera atractiva para estimular los sentimientos sexuales entre muchos de los hombres. A todos los participantes se les indica que usen amuletos del pentagrama invertido o de la imagen de Baphomet.
Según las instrucciones de LaVey, en el altar se colocará una imagen de Baphomet. Esto debe ir acompañado de varias velas, todas menos una de las cuales serán negras. La única excepción es una vela blanca, utilizada en magia destructiva, que se mantiene a la derecha del altar. También se debe incluir una campana que suena nueve veces al comienzo y al final de la ceremonia, un cáliz hecho de cualquier cosa menos de oro y que contiene una bebida alcohólica que simboliza el "Elixir de la vida", una espada que representa la agresión, un falo modelo utilizado como un aspergillum, un gong y un pergamino en el que se deben escribir las peticiones a Satanás antes de ser quemado. Aunque se consumía alcohol en los ritos de la iglesia, la embriaguez estaba mal vista y se prohibía el consumo de drogas ilícitas.
Los rituales laveyanos a veces incluyen blasfemias anticristianas, que están destinadas a tener un efecto liberador en los participantes. En algunos de los rituales, una mujer desnuda sirve como altar; en estos casos se hace explícito que el propio cuerpo de la mujer se convierte en el altar, en lugar de tenerla simplemente acostada sobre un altar existente. En contraste con los estereotipos de larga data sobre los satanistas, no hay lugar para las orgías sexuales en el ritual laveyano. No se realizan sacrificios de animales ni de humanos. Los niños tienen prohibido asistir a estos rituales, con la única excepción del bautismo satánico, que está diseñado específicamente para involucrar a los bebés.
LaVey también desarrolló su propia Misa negra, que fue diseñada como una forma de descondicionamiento para liberar al participante de cualquier inhibición que desarrollara viviendo en la sociedad cristiana. Señaló que al componer el rito de la Misa Negra, se había basado en el trabajo de los escritores de ficción franceses Charles Baudelaire y Joris-Karl Huysmans. LaVey jugó abiertamente con el uso de la literatura y la cultura popular en otros rituales y ceremonias, apelando así al artificio, la pompa y el espectáculo. Por ejemplo, publicó un esbozo de un ritual al que denominó "Llamada a Cthulhu", que se basaba en las historias del dios alienígena Cthulhu escrito por el escritor estadounidense de terror H. P. Lovecraft. En este rito, que tendrá lugar por la noche en un lugar apartado cerca de una turbulenta masa de agua, un celebrante asume el papel de Cthulhu y se presenta ante los satanistas reunidos, firmando un pacto entre ellos en el lenguaje de la ficción de Lovecraft "Old Ones".

### Días festivos
En la Biblia satánica, LaVey escribe que "después del propio cumpleaños, las dos principales fiestas satánicas son la noche de Walpurgis y Halloween". Otras fiestas celebradas por los miembros incluyen los dos solsticios, los dos equinoccios y Yule.

### Simbolismo

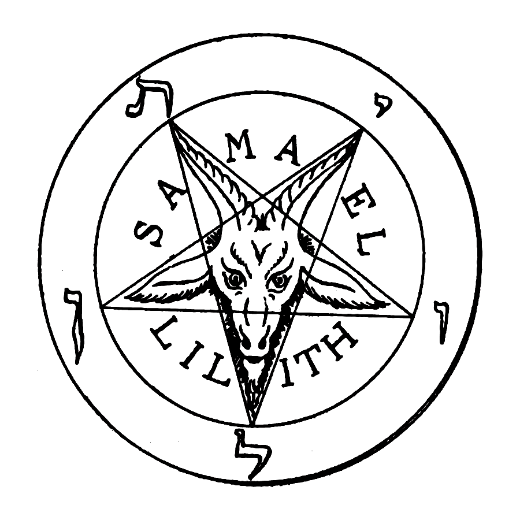
El sello de Baphomet

Como símbolo de su iglesia satánica, LaVey adoptó el pentagrama de cinco puntas invertido. El pentagrama invertido había sido utilizado anteriormente por el ocultista francés Eliphas Lévi, y había sido adoptado por su discípulo, Stanislas de Guaita, quien lo fusionó con una cabeza de cabra en su libro de 1897, La llave de la magia negra. En la literatura y las imágenes anteriores a LaVey, las imágenes utilizadas para representar lo "satánico" se denotan mediante cruces invertidas y parodias blasfemas del arte cristiano. La conocida cabeza de cabra dentro de un pentagrama invertido no se convirtió en el símbolo principal del satanismo hasta la fundación de la Iglesia de Satanás en 1966. LaVey se enteró de esta variante del símbolo después de haber sido reproducido en la portada del libro de mesa de café de Maurice Bessy, Historia pictórica de la magia y lo sobrenatural. Sintiendo que este símbolo encarnaba su filosofía, LaVey decidió adoptarlo para su Iglesia. [130] En sus años de formación, la iglesia utilizó esta imagen en sus tarjetas de membresía, papelería, medallones y, sobre todo, sobre el altar en la cámara ritual de la Casa Negra.
Durante la redacción de la Biblia satánica, se decidió que se debería representar una versión única del símbolo para identificarse exclusivamente con la iglesia. LaVey creó una nueva versión de la imagen de Guaita, una que era geométricamente precisa, con dos círculos perfectos alrededor del pentagrama, la cabeza de cabra redibujada y las letras hebreas alteradas para que parecieran más serpentinas. LaVey tenía este diseño con derechos de autor de la iglesia, reclamando la autoría bajo el seudónimo de "Hugo Zorilla". Al hacerlo, el símbolo – que llegó a ser conocido como el Sello de Baphomet – llegó a estar estrechamente asociado con el satanismo en la imaginación pública.

## Historia

### Orígenes: 1966–72
Aunque hubo formas de satanismo religioso que precedieron a la creación del satanismo laveyano, es decir, las propuestas por Stanisław Przybyszewski y Ben Kadosh, estas no tenían un linaje ininterrumpido de sucesión a la forma de LaVey. Por ello, el sociólogo de religión Massimo Introvigne afirmó que "salvo contadas excepciones, LaVey está en el origen de todo el satanismo contemporáneo". De manera similar, el historiador Ruben van Luijk afirmó que la creación del satanismo laveyano marcó "el comienzo real del satanismo como religión tal como se practica en el mundo de hoy".
Después de llamar la atención del público, LaVey guardó gran parte de sus primeros años en secreto, y poco se sabe al respecto con certeza. Había nacido en Chicago como Howard Stanton Levey en marzo o abril de 1930. Era de ascendencia mixta ucraniana, rusa y alemana. Afirmó haber trabajado en el circo y el carnaval en los años posteriores a la Segunda Guerra Mundial, y en años posteriores, también alegó que trabajó en la Orquesta de San Francisco, aunque esta nunca existió. También afirmó haber tenido una relación con una joven Marilyn Monroe, aunque esto tampoco era cierto.
En la década de 1960 vivía en 6114 California Street en San Francisco, una casa que había heredado de sus padres. Se interesó por el ocultismo y acumuló una gran colección de libros sobre el tema. En algún momento entre 1957 y 1960 comenzó a impartir clases en su casa todos los viernes en las que se brindaban conferencias sobre ocultismo y otras materias. Entre los temas tratados se encontraban los fenómenos, la percepción extrasensorial, el espiritismo, el canibalismo y los métodos históricos de tortura. Un grupo informal establecido alrededor de estas conferencias, que llegó a conocerse como el Círculo Mágico. Entre los afiliados a esta reunión se encontraban el cineasta y ocultista thelemita Kenneth Anger, y el antropólogo Michael Harner, quien más tarde estableció el movimiento del chamanismo central.
LaVey probablemente comenzó los preparativos para la formación de su Iglesia de Satanás en 1965 o principios de 1966, y fue fundada oficialmente en la noche de Walpurgis de 1966. Luego declaró que 1966 marcó el Año Uno de la nueva era satánica. Fue la primera iglesia organizada en los tiempos modernos dedicada a la figura de Satanás, y según Faxneld y Petersen, la iglesia representó "la primera organización pública, altamente visible y duradera que propuso un discurso satánico coherente". Sus primeros miembros fueron los asistentes al Círculo Mágico de LaVey, aunque pronto comenzó a atraer nuevos reclutas. Muchos de estos individuos eran sadomasoquistas u homosexuales, atraídos por la apertura laveyana a diferentes prácticas sexuales. LaVey había pintado su casa de negro, y pasó a ser conocida como "la Casa Negra", [150] y fue aquí donde se llevaban a cabo los rituales semanales todos los viernes por la noche.
LaVey jugó con sus asociaciones satánicas dejándose crecer una barba puntiaguda y vistiendo una capa negra y un pentagrama invertido. Añadió a su personalidad excéntrica al obtener mascotas inusuales, incluido un león que estaba enjaulado en su jardín trasero. Describiéndose a sí mismo como el "Sumo Sacerdote de Satanás", LaVey definió su posición dentro de la iglesia como "monárquica por naturaleza, papal en grado y absoluta en poder". Dirigió el Consejo de los Nueve de gobierno de las iglesias, e implementó un sistema de cinco niveles iniciáticos por los que el satanista laveyano podía avanzar demostrando su conocimiento de la filosofía laveyana y sus logros personales en la vida. Estos fueron conocidos como Aprendiz Satanista I°, Bruja o Brujo II°, Sacerdote o Sacerdotisa de Mendes III°, Magister IV° y Magus V°.
| Nunca fue partidario de la teoría, LaVey creó un sistema de creencias en algún lugar entre la religión, la filosofía, la psicología y el carnaval (o circo), apropiándose libremente de la ciencia, la mitología, las creencias marginales y el juego en una potente mezcla. El objetivo central fue siempre la indulgencia y la existencia vital, basada en los dispositivos y deseos del hombre hecho a sí mismo. —— Per Faxneld and Jesper Petersen. |

La iglesia experimentó su "edad de oro" de 1966 a 1972, cuando tuvo una fuerte presencia en los medios. En febrero de 1967, LaVey celebró una boda satánica muy publicitada, a la que siguió el bautismo satánico de su hija Zeena en mayo, y luego un funeral satánico en diciembre. Otro evento que atrajo publicidad fue "Topless Witch Revue", un espectáculo de discoteca que se llevó a cabo en North Beach de San Francisco; el uso de mujeres en topless para atraer la atención alienó a varios de los primeros miembros de la iglesia. A través de estas y otras actividades, pronto atrajo la atención de los medios internacionales, siendo apodado "el Papa Negro". También atrajo a varias celebridades para que se unieran a su Iglesia, sobre todo Sammy Davis Junior y Jayne Mansfield. LaVey también estableció ramas de la iglesia, conocidas como grottos, en varias partes de los Estados Unidos. Pudo haber elegido el término grotto en lugar de aquelarre porque el último término había llegado a ser utilizado por los practicantes de la religión pagana moderna de Wicca. Estos incluyeron el Grotto de Babilonia en Detroit, el Grotto Estigio en Dayton y el Grotto de Lilith en la ciudad de Nueva York. En 1971, un seguidor holandés de LaVey, Maarten Lamers, estableció su propio grotto Kerk van Satan en Ámsterdam.
Como resultado del éxito de la película Rosemary's Baby y el aumento concomitante del interés en el satanismo, un editor de Avon Books, Peter Mayer, se acercó a LaVey y le encargó que escribiera un libro, que se convirtió en la Biblia satánica. Si bien parte del texto era el escrito original de LaVey, otras secciones del libro consistían en citas directas del tratado de derecha de Arthur Desmond Might is Right y la versión del ocultista Aleister Crowley de Enochian Keys de John Dee. Hay pruebas de que LaVey se inspiró en los escritos de la filósofa estadounidense Ayn Rand; y aunque un autor ha negado las acusaciones de que él plagió su trabajo en la Biblia satánica, Chris Mathews declaró que "LaVey robó selectivamente y editó a la ligera" y que su "satanismo a veces se asemeja mucho a la filosofía objetivista de Ayn Rand". El libro de la Biblia satánica sirvió para presentar las ideas de LaVey a una audiencia mucho más amplia de la que tenía anteriormente. En 1972, publicó una secuela, The Satanic Rituals.
La Iglesia de LaVey surgió en un momento de la historia de Estados Unidos cuando el cristianismo estaba en declive, ya que muchos de los jóvenes de la nación se separaron de su fe paterna y exploraron sistemas alternativos de religiosidad. El medio en el que operaba la Iglesia de LaVey estaba dominado por la contracultura de la década de 1960; su Iglesia reflejaba algunas de sus preocupaciones – amor libre, religiones alternativas, libertad de la iglesia y el estado – pero iba en contra de algunos de los otros temas principales de la contracultura, como la paz y el amor, la compasión y el uso de drogas que alteran la mente. Expresó su condena a los hippies; en un ritual colgó una imagen de Timothy Leary boca abajo mientras estampaba una tableta de LSD.

### Desarrollo posterior: 1972–presente

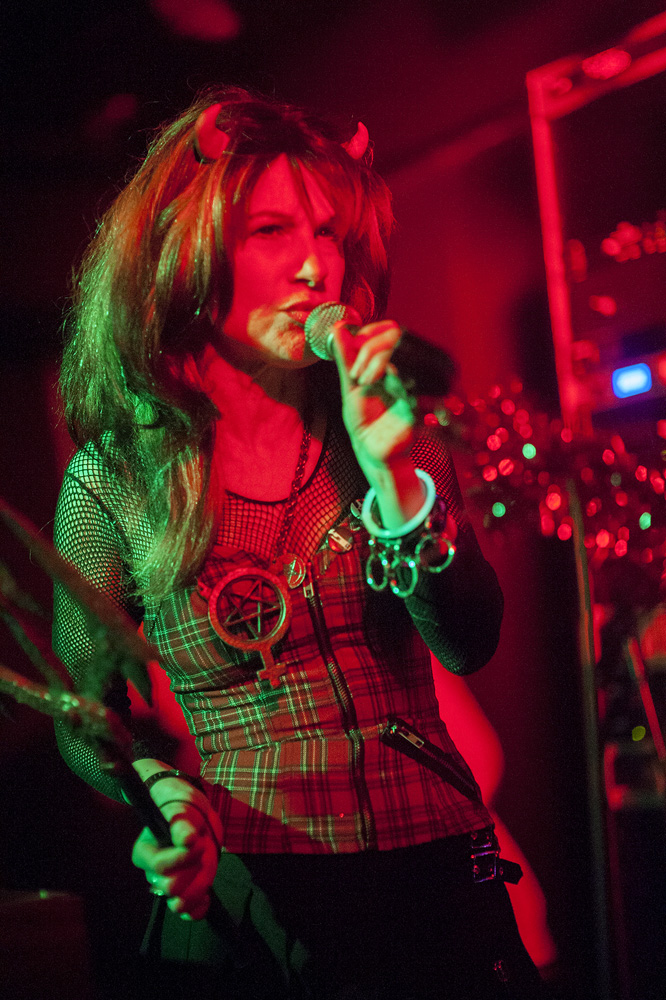
Karla LaVey, fundadora de la Primera Iglesia Satánica, en 2012.

LaVey dejó de realizar talleres y rituales grupales en su casa en 1972. En 1973, los líderes de la iglesia en Míchigan, Ohio y Florida se dividieron para formar su propia Iglesia de la Hermandad Satánica, sin embargo, esta se disolvió en 1974 cuando uno de sus fundadores se convirtió públicamente al cristianismo. Posteriormente, los miembros de la Iglesia establecidos en Kentucky e Indiana se fueron para fundar el Ordo Templi Satanis. En 1975, LaVey disolvió todos los grottos, dejando a la organización como un grupo basado en miembros que existía principalmente en papel. Afirmó que esto había sido necesario porque los grottos habían llegado a estar dominadas por inadaptados sociales que no habían beneficiado a la iglesia en su conjunto. En una carta privada, expresó su frustración de que a pesar del aumento de la membresía de la iglesia, "los cirujanos cerebrales y los congresistas siguen siendo escasos". También anunció que de ahora en adelante todos los grados superiores en la iglesia serían otorgados a cambio de contribuciones en efectivo, bienes raíces o valiosas obras de arte. Insatisfecho con estas acciones, en 1975, el miembro de alto rango de la Iglesia Michael Aquino se fue para fundar su propia organización satánica, el Templo de Set, que se diferenciaba de la Iglesia de LaVey al adoptar la creencia de que Satanás existía literalmente. Según Lap, a partir de este momento el satanismo se convirtió en un "movimiento fragmentado y desorganizado".
Entre la abolición del sistema de grottos en 1975 y el establecimiento de Internet a mediados de la década de 1990, la Biblia satánica siguió siendo el medio principal de propagación del satanismo. Durante este período, se desarrolló un movimiento anarquista descentralizado de satanistas que fue moldeado por muchos de los temas centrales que habían impregnado el pensamiento de LaVey y que se expresó en la Biblia satánica. Lewis argumentó que en esta comunidad, la Biblia satánica sirvió como una "cuasi-escritura" porque estos satanistas independientes pudieron adoptar ciertas ideas del libro mientras las fusionaban con ideas y prácticas extraídas de otros lugares.
A finales de la década de 1980, LaVey volvió a ser el centro de atención, concediendo entrevistas a los medios de comunicación, atrayendo a más celebridades y reinstaurando el sistema de grottos. En 1984 se separó de su esposa, Diane Hegarty, y comenzó una relación con Blanche Barton, [177] quien era su asistente personal. En 1988, Hegarty presentó un caso judicial contra LaVey, alegando que ella era dueña de la mitad de la iglesia y la Casa Negra de LaVey. El tribunal falló a favor de Hegarty, tras lo cual LaVey se declaró en quiebra de inmediato. En mayo de 1992, la expareja llegó a un acuerdo. La Casa Negra fue vendida a un amigo rico, el promotor inmobiliario Donald Werby, quien aceptó permitir que LaVey siguiera viviendo en la residencia de forma gratuita. También en 1992, LaVey publicó su primer libro en veinte años, The Devil's Notebook. Esto fue seguido por el póstumo Satan Speaks en 1998, que incluyó un prólogo del cantante de rock Marilyn Manson, quien era sacerdote en la iglesia.
En sus últimos años, LaVey sufrió de una enfermedad cardíaca, mostró una paranoia cada vez mayor y murió en octubre de 1997. En noviembre, la iglesia anunció que posteriormente sería dirigida por dos Sumas Sacerdotisas de rango conjunto, Barton y la hija de LaVey, Karla LaVey. Ese mismo año, la iglesia estableció un sitio web oficial. Barton intentó comprar la Casa Negra de Werby, pero no pudo recaudar fondos suficientes; el edificio se encontraba en mal estado y fue demolido en 2001, siendo posteriormente reemplazado por un bloque de departamentos. Posteriormente surgió un desacuerdo entre Barton y Karla, lo que resultó en un acuerdo de que Barton conservaría la propiedad legal del nombre y la organización de la iglesia, mientras que las pertenencias personales y los derechos de autor de LaVey se distribuirían entre sus tres hijos, Karla, Zeena y Satan Xerxes. Barton se retiró como Suma Sacerdotisa en 2002, aunque continuó presidiendo el Consejo de los Nueve de la iglesia. La sede de la iglesia luego se trasladó de San Francisco a Nueva York, donde Peter H. Gilmore fue nombrado Sumo Sacerdote de la iglesia, y su esposa Peggy Nadramia como Suma Sacerdotisa.

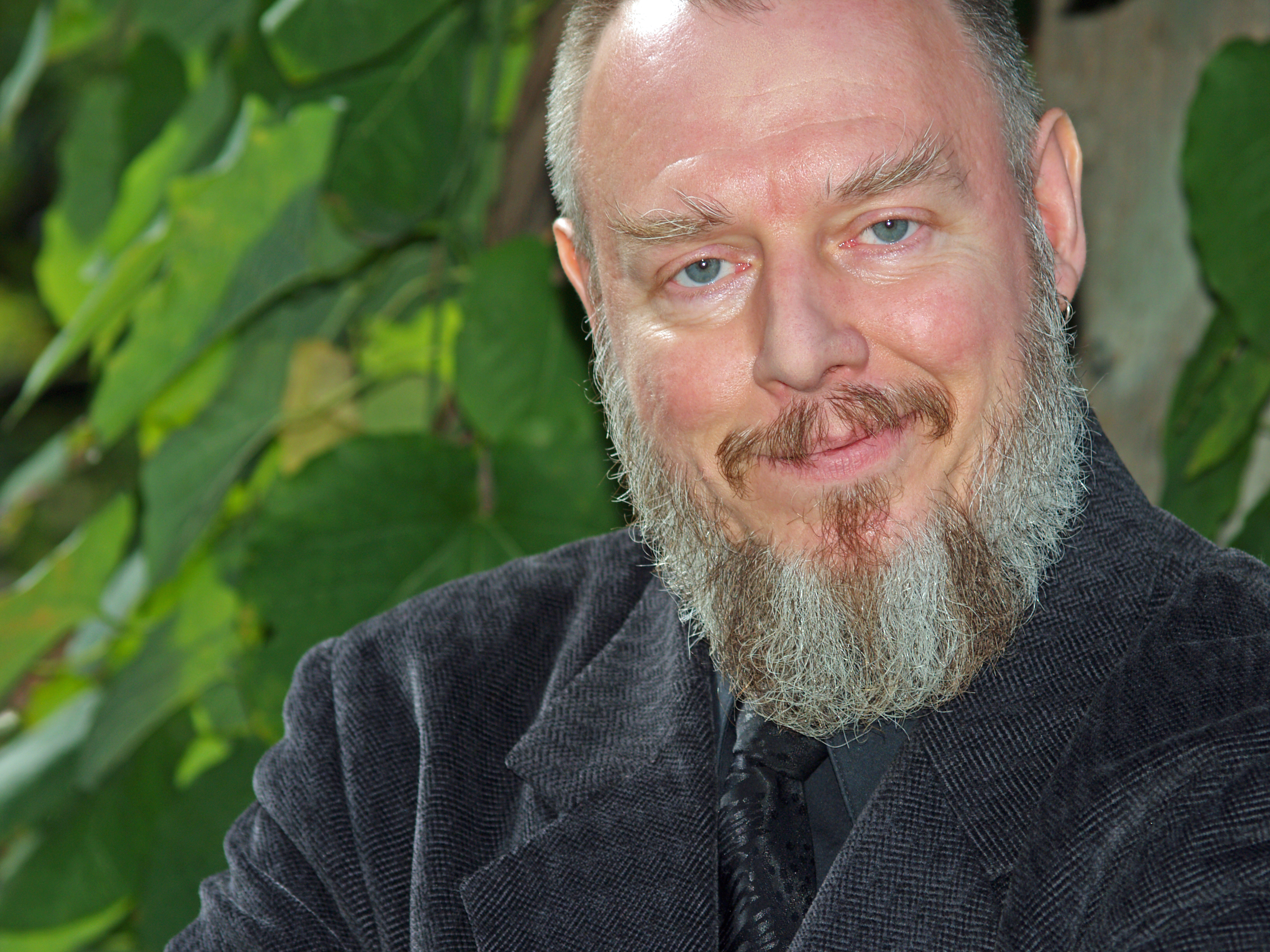
Peter Gilmore, Sumo Sacerdote de la Iglesia de Satanás

## Demografía
Los niveles de membresía de la Iglesia de Satanás son difíciles de determinar, ya que la organización no ha publicado tal información. Durante sus primeros años, la iglesia reclamó una membresía de alrededor de 10,000, aunque los desertores posteriormente afirmaron que el número era solo de cientos. La membresía era mayoritariamente, aunque no exclusivamente, blanca. LaVey reconoció esto, sugiriendo que la iglesia atraía particularmente a los estadounidenses blancos porque carecían del fuerte sentido de identidad étnica que mostraban los afroamericanos y los hispanoamericanos. El historiador de la religión Massimo Introvigne sugirió que nunca había tenido más de 1,000 o 2,000 miembros en su apogeo, pero que las ideas laveyanas habían tenido una influencia mucho mayor a través de los libros de LaVey. [200] La membresía se obtiene pagando 225 dólares y llenando una declaración de registro, y así los iniciados reciben membresías de por vida y no se les cobran cuotas anuales.
La Fontaine pensó que era probable que la fácil disponibilidad de los escritos de LaVey hubiera alentado la creación de varios grupos satánicos que eran independientes de la propia Iglesia de Satanás. En The Black Flame, se ha mencionado una serie de grupos afiliados a la iglesia, la mayoría de los cuales tienen su sede en los Estados Unidos y Canadá, aunque se citó que dos grupos existían en Nueva Zelanda. En su examen de los satanistas de 2001, el sociólogo James R. Lewis señaló que, para su sorpresa, sus hallazgos "apuntaban consistentemente a la centralidad de la influencia de LaVey en el satanismo moderno". "Reflejando la influencia dominante del pensamiento de Anton LaVey", Lewis señaló que la mayoría de los que examinó eran ateos o agnósticos, y el 60% de los encuestados veía al satanismo como un símbolo más que como una entidad real. El 20% de sus encuestados describió la Biblia satánica como el factor más importante que los atrajo al satanismo. En otra parte, Lewis señaló que pocos satanistas que no fueran miembros de la Iglesia de Satanás se considerarían a sí mismos como "laveyanos ortodoxos".
Al examinar el número de satanistas laveyanos en Gran Bretaña en 1995, el erudito en estudios religiosos Graham Harvey señaló que la Iglesia de Satanás no tenía una presencia organizada en el país. Señaló que los escritos de LaVey eran ampliamente accesibles en las librerías británicas, y La Fontaine sugirió que podría haber habido miembros individuales de la Iglesia dentro del país.